# O Melhor da Banda Calypso
O Melhor da Banda Calypso é a quinta e última coletânea da banda musical brasileira Banda Calypso, lançada nos formatos DVD e CD em 31 de outubro de 2013 pela gravadora Radar Records. A coleção traz 14 canções tiradas dos DVDs Ao Vivo em Goiânia, 10 Anos e Banda Calypso em Angola.
O DVD traz imagens de importantes apresentações em um resumo de grandes sucessos apresentados pela banda. Nesta seleção de músicas, o fã terá reunido em um único DVD 14 canções de sucesso como: “Paixão Machucada”, “Amor Sem Fim”, “Doce Mel”, “Blackout”, “Xonou Xonou” e entre outros sucessos.

## Lista de faixas
| DVD            |                                                  |                                      |         |  |
| N.º            | Título                                           | Compositor(es)                       | Duração |  |
| 1.             | "Paixão Machucada"                               | Alexandre Jefferson Andrade          | 2:56    |  |
| 2.             | "Amor sem Fim"                                   | Beto Caju Jairon Neves               | 3:20    |  |
| 3.             | "Minha Estrela"                                  | Isac Maraial Luizinho Lins           | 3:35    |  |
| 4.             | "Doce Mel" (com a participação de Edu & Maraial) | Edu Luppa                            | 3:25    |  |
| 5.             | "A Cura"                                         | Batan                                | 3:12    |  |
| 6.             | "Blackout"                                       | Marquinhos Maraial Luizinho Lins     | 3:12    |  |
| 7.             | "Mais uma Chance"                                | Edílson Moreno Glayse Dominguez      | 3:00    |  |
| 8.             | "Por Você"                                       | Kim Marques                          | 3:19    |  |
| 9.             | "A Chave Perdida"                                | Edílson Moreno Glayse Dominguez      | 3:05    |  |
| 10.            | "Estou Afim"                                     | Wallace Lima Chrystian Lima Ivo Lima | 3:30    |  |
| 11.            | "Xonou, Xonou"                                   | Edu Luppa Marquinhos Maraial         | 3:57    |  |
| 12.            | "Vida Minha"                                     | Edu Luppa Marquinhos Maraial         | 2:58    |  |
| 13.            | "Louca Sedução" / "Não, Não" (pot-pourri)        | Elias Muniz                          | 2:58    |  |
| 14.            | "Ardendo de Amor"                                | Elias Muniz                          | 3:21    |  |
| Duração total: | Duração total:                                   | Duração total:                       | 45:46   |  |

| CD             |                                                  |                                      |         |  |
| N.º            | Título                                           | Compositor(es)                       | Duração |  |
| 1.             | "Paixão Machucada"                               | Alexandre Jefferson Andrade          | 2:54    |  |
| 2.             | "Amor sem Fim"                                   | Beto Caju Jairon Neves               | 3:20    |  |
| 3.             | "Minha Estrela"                                  | Isac Maraial Luizinho Lins           | 3:36    |  |
| 4.             | "Doce Mel" (com a participação de Edu & Maraial) | Edu Luppa                            | 3:27    |  |
| 5.             | "A Cura"                                         | Batan                                | 3:13    |  |
| 6.             | "Blackout"                                       | Marquinhos Maraial Luizinho Lins     | 3:02    |  |
| 7.             | "Mais uma Chance"                                | Edílson Moreno Glayse Dominguez      | 3:01    |  |
| 8.             | "Por Você"                                       | Kim Marques                          | 3:20    |  |
| 9.             | "A Chave Perdida"                                | Edílson Moreno Glayse Dominguez      | 3:07    |  |
| 10.            | "Estou Afim"                                     | Wallace Lima Chrystian Lima Ivo Lima | 3:31    |  |
| 11.            | "Xonou, Xonou"                                   | Edu Luppa Marquinhos Maraial         | 3:57    |  |
| 12.            | "Vida Minha"                                     | Edu Luppa Marquinhos Maraial         | 2:59    |  |
| 13.            | "Louca Sedução" / "Não, Não" (pot-pourri)        | Elias Muniz                          | 3:02    |  |
| 14.            | "Ardendo de Amor"                                | Elias Muniz                          | 3:14    |  |
| Duração total: | Duração total:                                   | Duração total:                       | 45:47   |  |